# Марцлинг
Марцлинг (њем. Marzling) општина је у њемачкој савезној држави Баварска. Једно је од 24 општинска средишта округа Фрајзинг. Према процјени из 2010. у општини је живјело 3.055 становника. Посједује регионалну шифру (AGS) 9178140.

## Географски и демографски подаци
Марцлинг се налази у савезној држави Баварска у округу Фрајзинг. Општина се налази на надморској висини од 443 метра. Површина општине износи 20,5 km². У самом мјесту је, према процјени из 2010. године, живјело 3.055 становника. Просјечна густина становништва износи 149 становника/km².